# Fašistična Italija
Fašistična Italija je oznaka Kraljevine Italije med letoma 1922 in 1943, ko jo je vodila Nacionalna fašistična stranka pod vodstvom predsednika vlade Benita Mussolinija. Prva faza tega obdobja (1922–1925) je bila nominalno nadaljevanje parlamentarnega sistema, čeprav z »zakonito organizirano izvršno diktaturo«. Druga faza (1925–1929) je bila »izgradnja prave fašistične diktature«. Tretja faza (1929–1934) je sledila z manj intervencionizma v zunanji politiki. Za četrto fazo (1935–1940) je bila značilna agresivna zunanja politika: druga italijansko-abesinska vojna, ki se je razširila iz Eritreje in Somalije; spopadi z Ligo narodov, ki so privedli do več sankcij; naraščajoča gospodarska avtarkija; italijanska invazija na Albanijo; podpis jeklenega pakta. Peta faza (1940–1943) je bila sama druga svetovna vojna, ki se je končala z vojaškim porazom, medtem ko je bila šesta in zadnja faza (1943–1945) Italijanska socialna republika pod nemškim nadzorom.    
Propaganda, ki je hotela izpostaviti prednosti režima v primerjavi z ostalo zgodovino države, je takrat uporabljala izraz Fašistična Italija namesto uradnega Kraljevina Italija. Pozneje se obdobje fašizma normalno vključuje v zgodovino Kraljevine Italije. Izraze fašistična Italija, fašistično dvajsetletje in podobne danes uporabljajo samo še nekateri novinarji kot apologijo ali moralno obsodbo te dobe.